# Sphingonotus balteatus
Sphingonotus balteatus är en insektsart som först beskrevs av Jean Guillaume Audinet Serville 1838.  Sphingonotus balteatus ingår i släktet Sphingonotus och familjen gräshoppor.

## Underarter
Arten delas in i följande underarter:
- S. b. roseus
- S. b. balteatus
- S. b. balucha
- S. b. latifasciatus
- S. b. himalayanus